# Trietilboroidruro di sodio
Il trietilboroidruro di sodio è un composto organoboro con la formula NaBH(C2H5)3. È un solido piroforico incolore disponibile in commercio in soluzione di toluene, a differenza del relativo trietilboroidruro di litio (LiBH(C2H5)3) che è generalmente venduto come soluzione di THF. È comunemente usato per l'attivazione riduttiva di catalizzatori omogenei, convertendo gli alogenuri metallici in idruri. Il trietilboroidruro di sodio è stato preparato trattando un impasto toluenico caldo di idruro di sodio con trietilborano. L'analogo del trimetilboroidruro, che si presume strutturalmente simile al trietilboroidruro, adotta una struttura tetramerica in soluzione di toluene